# 名古屋市立川名中学校
名古屋市立川名中学校（なごやしりつ かわなちゅうがっこう）は、名古屋市昭和区楽園町にある公立中学校である。通称は川中（かわちゅう）。

## 沿革
- 1947年（昭和22年）
  - 4月 - 広路・八事の2小学区を中学区として広路小学校において授業開始[1]
  - 6月 - 校章制定[1]
- 1949年（昭和24年）
  - 1月 - 校舎建設起工式[1]
  - 7月 - 本館竣工[1]
  - 10月 - 校歌制定[1]
- 1952年（昭和27年）11月 - 西館竣工[1]
- 1954年（昭和29年）
  - 6月 - 運動場整地作業完成（3段を2段に）[1]
  - 8月 - 門柱完成[1]
- 1955年（昭和30年）
  - 2月 - 制服制定[1]
  - 5月 - 東館竣工、同窓会設立[1]
- 1956年（昭和31年）
  - 3月 - 校訓「時をいかせ」制定[1]
  - 11月 - 訓碑建立（同窓会寄贈）[1]
- 1957年（昭和32年）7月 - プール完成[1]
- 1959年（昭和34年）9月 - 川原小学校が広路小学校より分離独立[1]
- 1961年（昭和36年）8月 - 北館竣工[1]
- 1962年（昭和37年）
  - 3月 - 南館竣工[1]
  - 11月 - 東校舎平屋4焼失[1]
- 1963年（昭和38年）3月 - 体育館兼講堂竣工[1]
- 1967年（昭和42年）3月 - 本館改築竣工[1]
- 1968年（昭和43年）4月 - 分校開校式[1]
- 1969年（昭和44年）4月 - 分校独立（駒方中学校となる）[1]
- 1975年（昭和50年）7月 - プール改修工事完了[1]
- 1981年（昭和56年）
  - 6月 - 本館増築2・3階竣工、木造校舎とりこわし[1]
  - 4月 - 情緒障害児学級開設[1]
- 1984年（昭和59年）3月 - 西館竣工[1]
- 1986年（昭和61年）3月 - 格技場竣工[1]
- 1987年（昭和62年）3月 - ジョギングコース完成[1]
- 1988年（昭和63年）11月 - 本館整備工事完了[1]
- 1989年（平成元年）2月 - 体育館大規模改造工事完了[1]
- 1990年（平成2年）
  - 2月 - 南館大規模改造工事完了[1]
  - 10月 - 北館大規模改造工事完了[1]
- 1997年（平成9年）1月 - ランチルーム完成[1]
- 2022年（令和4年）度 - 体育館・美術室にエアコンが整備される[2]。一年間限定で、「ボランティア探求クラブ」が発足する。
- 2023年（令和5年）度 - 制服が一新される。「ボランティア探求クラブ」の活動継続が決定。

## 校訓
朱子の「少年老い易く学成り難し一寸の光陰軽んず可からず未まだ覚めず池糖春草の夢階前の梧葉すでに秋声」という詩を元に作られている

## 学年･学級
2015年現在1年生が30人学級、2,3年生が35人学級であり、全学年AからEまでの5クラスで構成されている。
2022年11月1日現在、1年生は6クラス，2年生は5クラス，3年生は4クラスで構成されている。　　
クラスはA，B，C，D，Eでアルファベット分けがされている。
学年カラーは赤、青、黄の3色。
クラスカラーはA,黄色 B,オレンジ色 C,水色 D,紫色 E,赤色。
校舎は1年生が北館、2年生が西館3年生が本館を使用している。

## 主な学校行事
- 入学式
- 体育大会（COVID-19の感染拡大で全学年一斉実施が出来なかった令和3年度は、学年ごとの実施となった。）
- 音楽（発表）会（名古屋大学 豊田講堂での開催。COVID-19の感染拡大で豊田講堂での実施が出来なかった、令和２年度は各クラスの発表を本校体育館から各クラスへ中継、令和３年度は本校音楽室にて各クラスの発表を収録したものを昼食時間中に放送した。）
- 作品展
- 3年生を送る会
- 卒業式

## 生徒会
執行部は会長1名・副会長1名・書記2名・会計2名の6人で構成されていたが、2023年度より、会長1名・副会長1名・執行役員4名の体制に移行する。その他に学級委員会、体育委員会、図書委員会、保険健委員会、学習委員会、広報委員会、美化委員会、生活委員会、選挙管理委員会から成り立っている。また、1ヶ月に1回、執行部及び各委員会の委員長が集まり、生徒議会を行う。

## 部活動

### 運動部
- 野球部
- サッカー部
- 男子バスケットボール部
- 女子バスケットボール部
- 男子ソフトテニス部
- 女子ソフトテニス部
- 女子バレーボール部

### 文化部
- 吹奏楽部
- 美術部

### ボランティア探究クラブ
常駐キャリアナビゲーターにより設立されたクラブ。活動日は月に２回、コンピュータールームにて活動を行う。元々は令和4（2022）年度限定の活動となる予定だったが、好評につき翌年度も継続して活動が行われることとなった。
川名中学校創立75周年を迎えた令和4年度の作品展では、校内中から収集した品々を展示し、『3/4世紀企画 川名中の歴史』を出展した。

## 制服
男子はボタンに校章が入っている詰襟の学ラン、女子は襟の3本の白線が胸の途中で止まっていることが特徴的なセーラー服だった。2023年度からは制服が男女共に大きく一新した。また、女子は冬には黒色、または紺色カーディガンの着用も許される。

## 通学区域
- 名古屋市立伊勝小学校区
- 名古屋市立川原小学校区
- 名古屋市立滝川小学校区